# Grande grande grande
Singles de Mina
Uomo
(1971) Parole parole
(1972)
Grande grande grande est une chanson Italienne de Mina composée par Tony Renis avec des paroles italiennes de Alberto et Fabio Testa et des paroles anglaises de Norman Newell de 1971.  Grande grande grande est classée no 1 au hit-parade italien en avril 1972 et, depuis, est devenue un standard.

## Musiciens
- Pino Presti : arrangement, direction d'orchestre, basse
- Bruno De Filippi : harmonica
- Andrea Sacchi : guitare électrique/acoustique
- Massimo Verardi : guitare électrique/acoustique
- Dario Baldan Bembo : orgue hammond
- Gianni Cazzola : batterie
- Mario Lamberti : congas
- Gianni Bedori : flûte
- Al Korvin, Oscar Valdambrini, Fermo Lini, Giuliano Bernicchi : trompettes
- Sergio Almangano, Arturo Prestipino Giarritta : premiers violons
- Ingénieur du son : Nuccio Rinaldis

## Versions

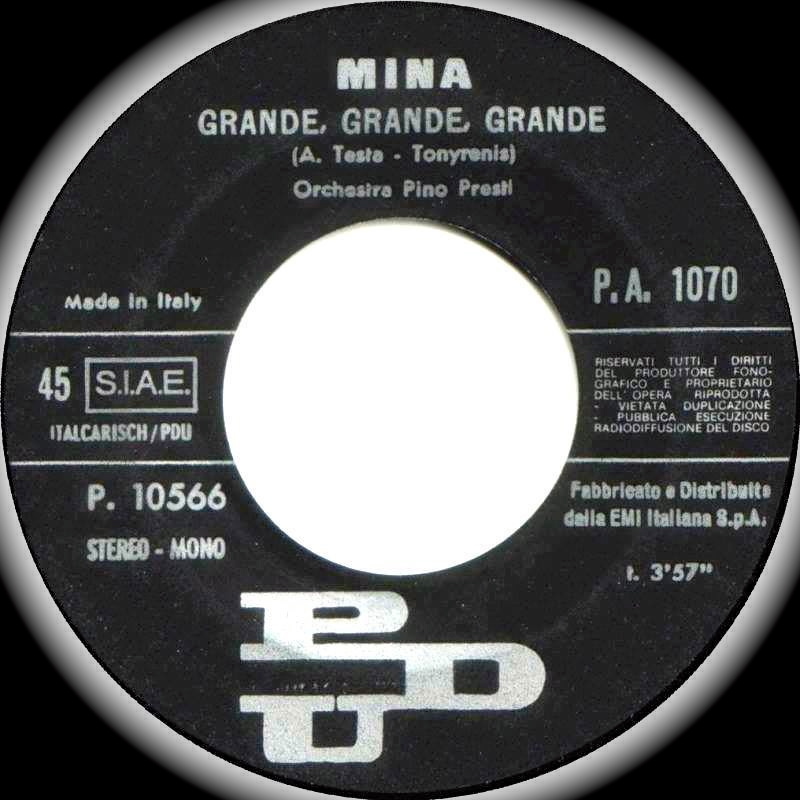
Label (version originale 1972)

Enregistrée en anglais (sauf mentions contraires) par :
- Shirley Bassey sur l'album Never Never Never
- Orietta Berti
- Vikki Carr
- Céline Dion avec Luciano Pavarotti (sous le titre I Hate You Then I Love You)
- John Holt sur l'album Never Never Never
- Julio Iglesias (en espagnol ; en portugais ; en français avec Nana Mouskouri)
- Mireille Mathieu (en français, sous le titre Folle, folle, follement heureuse)
- Pimpinela
- Tony Renis
- Dana Winner
- David McAlmont